# 盈江結魚
盈江結魚（学名：Tor yingjiangensis）为輻鰭魚綱鯉形目鲤科的其中一種，分布中国雲南省以及緬甸北部的伊洛瓦底江上游水系，體長可達18.1公分。

## 扩展阅读
維基物種上的相關：盈江結魚